# Blacklane
Blacklane è una start-up con sede a Berlino. L'azienda fornisce un portale web attraverso il quale gli utenti possono mettersi in contatto con autisti professionisti, via app mobile o sito web. Le automobili vengono prenotate anticipatamente a tariffe fisse e la flotta non è di proprietà dell'azienda, la quale opera con compagnie di NCC locali e regolarmente in possesso di licenza, in ogni città in cui offre i propri servizi.

## Storia
Blacklane è stata fondata nel 2011 da Jens Wohltorf e Frank Steuer a Berlino. Appoggiata dai finanziamenti di RI Digital Ventures, B-to-V Partners, 88 Investments GmbH, e Car4you, ha ufficialmente iniziato l'attività nel giugno 2012.
Fra agosto e dicembre 2013, Blacklane ha introdotto il proprio servizio in ulteriori 100 città, espandendo la propria presenza in 130 città e 30 Paesi.
Nel dicembre 2013, è stato annunciato un investimento di circa 10 milioni di euro da parte della Daimler AG, conseguentemente al quale il valore della compagnia è salito a circa 60 milioni di euro.
Nel marzo 2015, Amadeus ha annunciato una partnership con Blacklane: l'azienda è diventata l'unico fornitore integrato ufficiale di servizi taxi e transfer.
Ad aprile 2015, Blacklane opera in 186 città e 50 Paesi.
Blacklane compare nella lista di WIRED UK delle Start Up più “calde” del 2015

## Conferenze
Nel settembre 2014, al Mobility in Transition, un evento in Germania basato sullo scambio di
opinioni, si è discusso il ruolo dell'industria dei taxi e delle Start-Up focalizzate sui trasporti. L'amministratore delegato di Blacklane Jens Wohltorf ha evidenziato l'importanza di un'evoluzione simbiotica dei due settori.
Nel luglio 2015, il Tech Open Air a Berlino ha ospitato una tavola rotonda con Blacklane, Uber e Moovel dal titolo: “Governo vs. tecnologia dei trasporti: cosa perdono i passeggeri.

## Premi
Al Tech Awards nel marzo 2015, Blacklane è stata nominata la tech start up a più veloce tasso di crescita della Germania. Nell'aprile 2015, l'azienda è stata un concorrente ufficiale alla The Next Web Conference ad Amsterdam. Il premio è stato conferito alla compagnia olandese Fairphone.

## Curiosità
Nel 2016 Blacklane integra il suo servizio di car pooling con i tipici taxi d'acqua di Venezia